# Sínodo de Uppsala
O Sínodo de Uppsala (Uppsala möte) foi um sínodo realizado no castelo de Uppsala em março de 1593. Foi convocado pelo duque Carlos (futuro rei Carlos IX), durante a ausência do rei Sigismundo na Polónia, de quem também era monarca.  Em reação à influência católica do soberano, este encontro religioso vinculou o reino da Suécia ao luteranismo, rejeitando o catolicismo e o calvinismo. O Sínodo de Uppsala marca a fundação da Igreja de Estado da Suécia.
Foi então proclamada a Bíblia como sendo a orientação exclusiva para a fé, completada por quatro documentos aceites como explicações aos fiéis: o Credo dos Apóstolos, o Credo de Niceia, o Credo de Atanásio e a Confissão de Augsburgo de 1530.

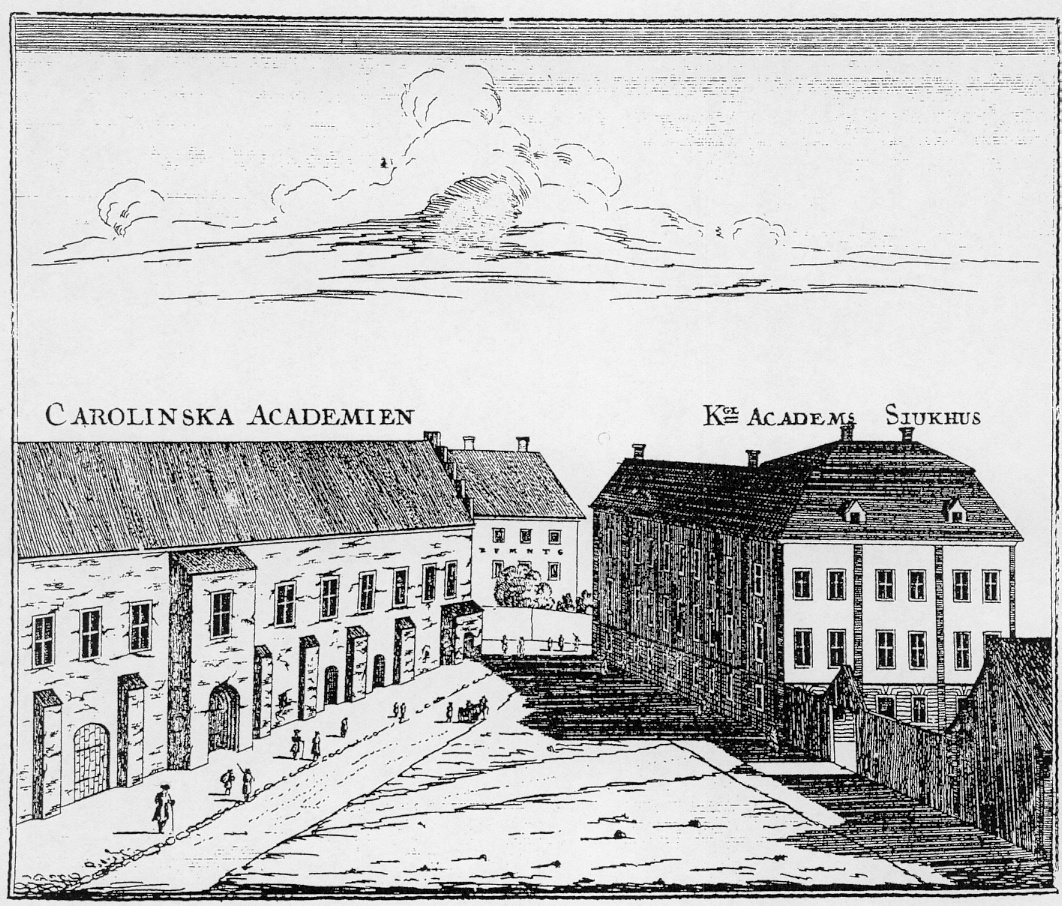
A Academia Carolina (1620-1778)
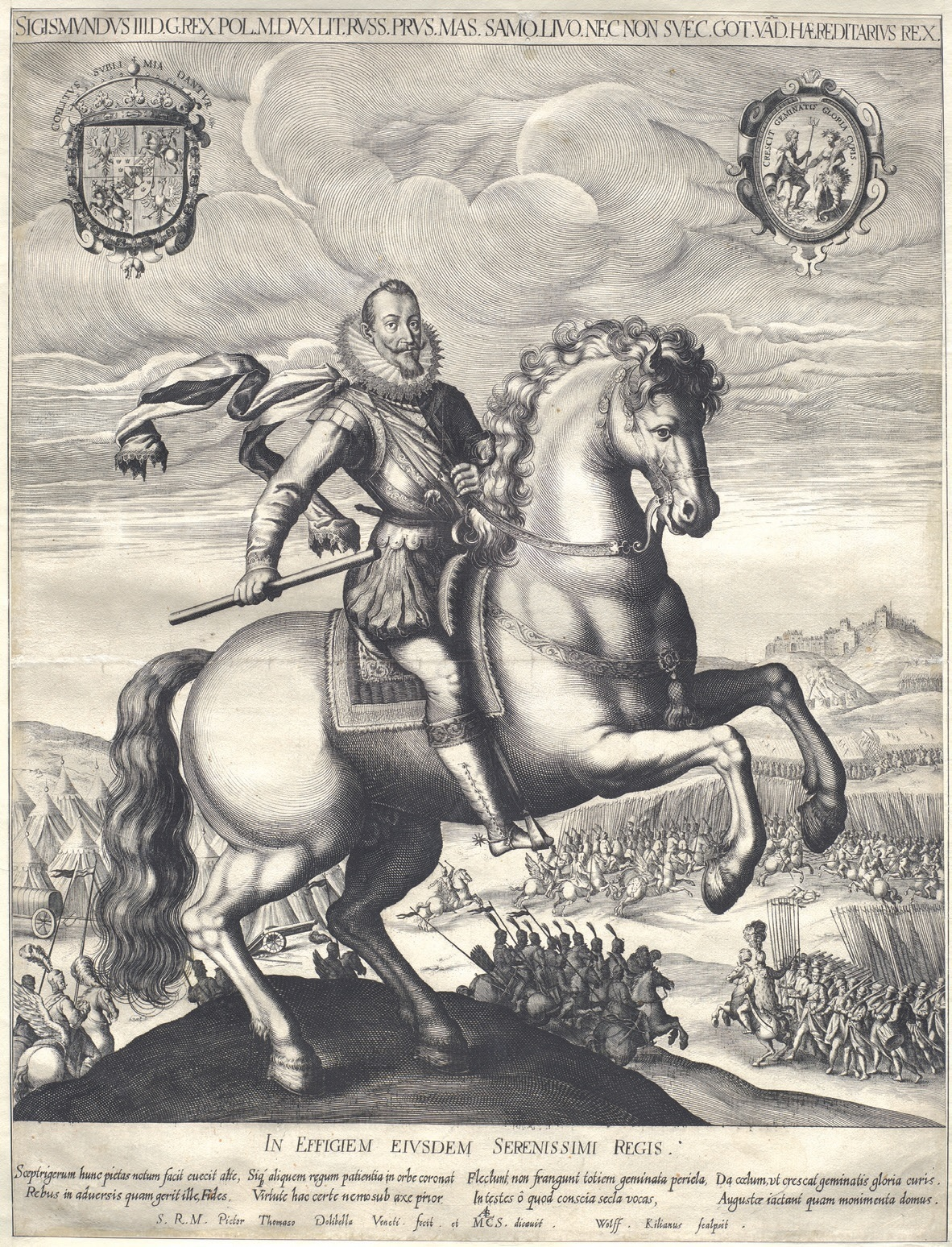
O rei Sigismundo III